# Rajd Zimowy Dolnośląski 1991
Rajd Dolnośląski 1991 – 7. edycja Dolnośląskiego Rajdu Zimowego. Był to rajd samochodowy rozgrywany od 22 do 24 lutego 1991 roku. Była to pierwsza runda Rajdowych Samochodowych Mistrzostw Polski w roku 1991. Rajd składał się z piętnastu odcinków specjalnych.

## Wyniki końcowe rajdu[1]
| Miejsce | Kierowca            | Pilot                | Samochód               | Czas    | Strata | Grupa Klasa |
| ------- | ------------------- | -------------------- | ---------------------- | ------- | ------ | ----------- |
| 1       | Paweł Przybylski    | Krzysztof Gęborys    | Audi Coupé Quattro     | 2:01:01 | -      | A-13        |
| 2       | Marek Gieruszczak   | Maciej Maciejewski   | Toyota Corolla 1600 GT | 2:04:07 | +3:06  | A-12        |
| 3       | Romuald Chałas      | Janusz Siniarski     | Mazda 323 4WD          | 2:05:38 | +4:37  | N-04        |
| 4       | Mirosław Krachulec  | Marek Kusiak         | Mazda 323 GTX          | 2:08:00 | +6:59  | N-04        |
| 5       | Krzysztof Hołowczyc | Sławomir Chmielewski | Mazda 323 4WD          | 2:08:23 | +7:22  | N-04        |
| 6       | Adam Grycan         | Dariusz Olesiński    | Mazda 323 4WD          | 2:08:29 | +7:28  | N-04        |
| 7       | Piotr Kufrej        | Maria Wiechowska     | Toyota Corolla GT      | 2:08:38 | +7:37  | A-12        |
| 8       | Sławomir Szaflicki  | Andrzej Górski       | Mazda 323 GTX          | 2:11:06 | +10:05 | A-13        |
| 9       | Robert Gryczyński   | Klaudiusz Rak        | FSO Polonez 1600       | 2:12:25 | +11:24 | A-12        |
| 10      | Robert Zaremba      | Karol Chwaleba       | Lancia Delta Integrale | 2:14:01 | +13:00 | N-04        |